# إعدام حرقا

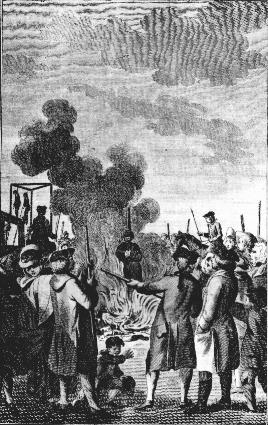
امرأة أعدمت حرقا بعد خنقها بسبب قتل زوجها في 1763

الإعدام حرقا له تاريخ طويل كأسلوب من أساليب العقاب فيما يخص جرائم من قبيل الخيانة الهرطقة والشعوذة (بيد أنه في الواقع أقل شيوعا من الشنق أو السحق أو الإغراق كعقوبة للسحر). لعدد من الأسباب أصبح الأسلوب للإعدام غير محبذ بين الحكومات في أواخر القرن الثامن عشر؛ واليوم يعتبر عقوبة قاسية وغير عادية. الشكل الخاص للإعدام حرقا يتم بربط المدان إلى عمود كبير وعادة يقال حرقا على العمود.
إذا كانت النار كبيرة (عند إعدام عدد كبير من السجناء في نفس الوقت مثلا)، غالبًا ما يتسبب التسمم بأول أكسيد الكربون بالموت قبل أن تلحق النيران ضررا فعليا للجسد. أما إذا كان الحريق صغيرا فإن المدان يحرق لبعض الوقت حتى يموت من شدة الحرارة وفقدان بلازما الدم أو حتى الصدمة. الوصف النمطي للعملية يبين أن الجلاد يرتب كومة من الحطب في حول أقدام وربلات المدان، مع إضافة حزمة الصغيرة من العصي والقش في فترات معينة على جسم المدان.
من أشهر حالات الإعدام حرقًا في العصر الحديث إعدام تنظيم داعش للطيار الأردني معاذ الكساسبة في شهر يناير عام 2015.